# Рабинович, Вадим Львович
Вади́м Льво́вич Рабино́вич (20 февраля 1935, Киев, СССР — 18 сентября 2013, Москва, Россия) — советский и российский философ, поэт и прозаик, культуролог, переводчик. Кандидат химических наук, доктор философских наук, профессор. Заслуженный деятель науки РФ (2006). Член Союза писателей СССР с 1979 года. 

## Биография
Родился в семье врачей. Отец погиб на фронте во время Великой Отечественной войны. 
В 1959 году окончил Московский химико-технологический институт по специальности «инженер-химик-технолог». Работал на химическом заводе, в Институте горючих ископаемых АН СССР.
В 1967 году защитил диссертацию на соискание степени кандидата химических наук («Исследование некоторых окислительных превращений пропана на смешанных полифункциональных катализаторах»). В том же году окончил Литературный институт им. А. М. Горького.
Старший научный сотрудник Института истории естествознания и техники (1967—1982), затем Института философии АН СССР (1982—1992).
С 1986 года доктор философских наук (диссертация «Проблема исторической реконструкции донаучных форм знания»). С 1992 года главный научный сотрудник Института человека РАН. Одновременно профессор философского факультета МГУ им. М. В. Ломоносова. Затем заведующий сектором «Языки культур» Российского института культурологии.
Член международного редакционного совета журнала «Личность. Культура. Общество».
Член Исполкома Международного ПЕН-клуба. Член Союза писателей Москвы и Союза журналистов Москвы.
Похоронен на Востряковском кладбище.

## Награды и премии
- Медаль Галилея Парижской академии истории науки (1971)
- Синяя лента Софийского университета им. Клемента Охридского (1988)
- Благодарность Министра культуры и массовых коммуникаций Российской Федерации (21 февраля 2005 года) — за значительный вклад в развитие Российской науки и культуры и в связи с 70-летием со дня рождения[1]
- Заслуженный деятель науки РФ (2006)
- Международная отметина имени отца русского футуризма Давида Бурлюка[2]